# Michèle Perret
Pour les articles homonymes, voir Perret.
Michèle Perret (ép. Jacquier) est une linguiste (médiéviste) et une romancière française, née le 11 février 1937 à Oran (Algérie).

## Biographie
Elle a vécu en Algérie jusqu'en 1955, d'abord dans une ferme (actuellement "firmet Biri") proche de Sfisef (Mercier-Lacombe) souvent évoquée dans ses récits Terre du vent et Les arbres ne nous oublient pas, puis à Oran, avant de s’installer à Paris, fin octobre 1953 pour y étudier l'Espagnol et les Lettres modernes à la Sorbonne. Agrégée de lettres modernes, docteur ès Lettres et sciences humaines, Michèle Perret a exercé la presque totalité de sa carrière universitaire comme professeur de linguistique médiévale à l'Université Paris X - Nanterre.

## Présentation
Médiéviste et linguiste, sa thèse portait sur les embrayeurs de lieu en Moyen français. Puis ses recherches ont porté sur :
- La promotion, l’édition et la traduction de récits du Moyen Âge ;
- La narratologie, principalement dans ses débuts (XIIe – XVe siècles) ;
- La linguistique de l’énonciation ;
- L’histoire de la langue française.

Femme de lettres, elle s’intéresse principalement au Maghreb colonial et post-colonial (et plus spécifiquement à l’Algérie).

### Ouvrages scientifiques et traductions
- Introduction à l'histoire de la langue française, Paris SEDES, 1998 (cinquième édition, Armand Colin, Cursus, 2020, 336 p.). (Trad. chinoise, 2024, The Commercial Press, 320p)
- Renaut de Beaujeu, Le Bel Inconnu, texte et traduction présentés par Michèle Perret, Paris, Champion, 2003, 340 p.
- L'énonciation en grammaire du texte, Paris, Nathan (128), 1996.
- Renaud de Beaujeu, Le Bel Inconnu, traduit de l'ancien français par Michèle Perret et Isabelle Weill, Paris, Champion, 1991, 112 p.
- Le signe et la mention : adverbes embrayeurs CI, CA, LA, ILUEC en moyen français (XIVe – XVe siècles), Genève, Droz, 1988, 294 p.
- Jean d'Arras, Mélusine, roman du XIVe siècle, Préface de Jacques Le Goff, traduction et postface de Michèle Perret, Stock, 1979, 334 p.[7].

#### Numéros de revues scientifiques et recueils collectifs (direction)
- LINX : Linguistique de l'énonciation, approche diachronique, Paris X, 1995.
- LINX : Les français professionnels, Paris X, 1992 (en collaboration avec F. Cusin-Berche)
- Mélanges ... à la mémoire de A. Lerond, numéro spécial de la revue LINX - Paris X, 1991 (en collaboration avec André Eskenazi)
- Le nombre du temps, en hommage à Paul Zumthor, Champion-Slatkine, Paris, 1988 (en collaboration avec Emmanuelle Baumgartner, Françoise Ferrand, Christiane Marchello Nizia).
- Moyen Age flamboyant, XIVe – XVe siècles, Revue des Sciences humaines(183), Lille III, 1981-3 (en collaboration avec Christiane Marchello-Nizia).
- Grammaires du texte médiéval, Langue française (40), Décembre 1978 (en collaboration avec Jacqueline Cerquiglini-Toulet, Bernard Cerquiglini, Christiane Marchello-Nizia)[8].

### Ouvrages littéraires
- La légende de Mélusine, Paris, Flammarion, (Castor poche senior), 1997 (Littérature jeunesse).
- Terre du vent, une enfance dans une ferme algérienne (1939-1945), Paris, L’Harmattan, 2009 (Autofiction).
- D’ocre et de cendres, femmes en Algérie (1950-1962), Paris, L’Harmattan, 2012[9] (Nouvelles).
- Erreurs de jeunesse, The Book, 2013 (20 poèmes en autoédition).
- La véridique histoire de la fée Mélusine, Tertium éditions, 2014 (Littérature jeunesse).
- Les arbres ne nous oublient pas, Chèvre feuille étoilée, 2016 (Récit, témoignage). Prix  ADELF - Maghreb 2016, mention spéciale.
- Le premier convoi - 1848, Chèvre feuille étoilée, 2019 (roman historique).

#### Participation à des ouvrages collectifs
- Histoires minuscules des révolutions arabes, collectif, sous la direction de Wassyla Tamzali, Montpellier, Chèvre feuille étoilée, 2012.
- L'enfance des Français d'Algérie avant 1962 , collectif, sous la direction de Leïla Sebbar, Saint-Pourçain, Bleu autour, 2014.
- A l'école en Algérie : des années 1930 à l'Indépendance, collectif, sous la direction de Martine Mathieu-Job, Bleu autour, 2018.

### Sélection d'articles
- « De l'espace romanesque à la matérialité du livre : l'espace énonciatif des premiers romans en prose », Poétique (50), 1982 p. 173-182.
- « Travesties et transsexuelles : Yde, Silence, Grisandole, Blanchandine », Romance Note (XXV, 3), 1985, p. 328-340.
- « Ici, là, là-bas en référence situationnelle », Études de linguistique française à la mémoire d'Alain Lerond, numéro spécial de la revue LINX, (P.U. Paris X - Nanterre) 1990, p. 141-160.
- « Writing History/Writing Fiction », in Melusine of Lusignan : Founding Fiction in Late Medieval French, D. Maddox and S. Sturm-Maddox éds., U.P. Georgia, Athens Georgia, 1996 p. 201-225. (Partiellement repris dans : « Histoire, nomination, référence », LINX (32), (P.U. Paris X - Nanterre), 1995-1, p. 173-192)
- « Benveniste et la token-réflexivité », Le signe et la lettre, hommage à Michel Arrivé, L'Harmattan p. 411-418.
- « Le paradoxe du monologue », Des mots au discours. Études de linguistique française, TLM (n° spécial) Madrid, P.U. Complutense, 2004, p. 137-159.
- « La langue de la liberté. Éloge de l'abbé Grégoire », Du côté des langues romanes. Mélanges en l’honneur de Juhani Härmä, Mémoires de la Société Néophilologique de Helsinki, LXXVII, E. Havu, M. Helkkula, U. Tuomarla éds, 2009, p. 222-232.
- « Norme, surnorme et création néologique chez une Parisienne du début du XIXe siècle », Le changement linguistique en français, aspects socio-historiques : études en hommage au professeur R. Anthony Lodge, T. Pooley et D. Lagorgette éds, P. U. Savoie, 2014 p. 175-181.
- "Capitale de l'ennui"  (Oran 1964 et YSL ) Etoiles d'encre (81-82, 2020 p. 239-245.

### À propos de Michèle Perret
- Comme la lettre dit la vie. Mélanges offerts à Michèle Perret, éd. par Dominique Lagorgette et Marielle Lignereux, Numéro spécial de la revue LINX, novembre 2002.
- Littérature et linguistique: diachronie / synchronie. Autour des travaux de Michèle Perret, cd-rom réalisé sous la direction de Dominique Lagorgette et Marielle Lignereux, Université de Savoie, UFR LLSH, Chambéry, collection: Langages, 2007.